# Alcalá de los Gazules
Alcalá de los Gazules é um município da Espanha na província de Cádiz, comunidade autónoma da Andaluzia, de área 479,14 km² com população de 5590 habitantes (2004) e densidade populacional de 11,67 hab/km².

## Demografia
| Variação demográfica do município entre 1991 e 2004 | Variação demográfica do município entre 1991 e 2004 | Variação demográfica do município entre 1991 e 2004 | Variação demográfica do município entre 1991 e 2004 |
| --------------------------------------------------- | --------------------------------------------------- | --------------------------------------------------- | --------------------------------------------------- |
| 1991                                                | 1996                                                | 2001                                                | 2004                                                |
| 5598                                                | 5689                                                | 5735                                                | 5590                                                |